# Asociální síť
Asociální síť (v anglickém originále The D'oh-cial Network) je 11. díl 23. řady (celkem 497.) amerického animovaného seriálu Simpsonovi. Scénář napsal J. Stewart Burns a díl režíroval Chris Clements. V USA měl premiéru dne 15. ledna 2012 na stanici Fox Broadcasting Company a v Česku byl poprvé vysílán 21. června 2012 na stanici Prima Cool.

## Děj
Líza je obžalovaná před soudem. Vypráví svou verzi příběhu, v níž jedou Simpsonovi do nového nákupního centra. Líza tam potká spolužačky Sherri a Terri, ony se s ní ale nechtějí přátelit. Homer si v obchodě Mapple koupí nový počítač. Doma si pak všimne, že je Líza smutná. Stěžuje si, že nemá žádné přátele. Homer jí řekne, ať se spřátelí s jeho novým počítačem. Líza zjistí, že mít přátele na internetu je mnohem jednodušší než ve skutečnosti. Dostane nápad založit stránku – sociální síť, kam by se všichni přihlásili a byli si rovni.
Žalobce u soudu tedy dojde k závěru, že Líza založila tuto síť jen proto, že neměla žádné přátele. Svou sociální síť pojmenuje SpringFace. Síť rychle sdruží nedružné děti ze Springfieldské základní školy. Časem na SpringFacu začnou být i dospělí a Líza získá už přes 1000 přátel. Časem jí dojde, že stvořila něco skutečně populárního. Nakonec SpringFace používají téměř všichni ve městě.
Jednoho dne Líze ve škole dojde, že i přes skutečnost, že má přes 1000 přátel, je osamělejší než kdy předtím. SpringFace se stává nezvladatelným. Řidiči ho používají při řízení aut a hasiči při hašení požárů. Líza u soudu tedy nakonec souhlasí, že bude síť zrušena, a lidé začínají znovu normálně žít.
Na konci se objeví dvojčata Winklevossova během závodu na Olympijských hrách v Londýně 2012. Řeší tam, jak vysoudili na Facebooku 60 miliónů.
Vzhledem k tomu, že díl má pouze 18 minut, je epizoda zakončena „Simpsonovic bajkou pro krátký díl“. Bart provádí Homerovi mnoho naschválů a pak ho napadne zabalit školu do toaletního papíru. S Milhousem nakoupí papír a v noci skutečně celou školu zabalí.

## Produkce
Díl napsal J. Stewart Burns a režíroval jej Chris Clements. Podle Haydena Childse z The A.V. Clubu epizoda satirizuje fenomén sociální sítě Facebook. Komentoval to slovy, že „smysl satiry lze shrnout odvěkým voláním rodičů na své potomky, aby už tu zatracenou věc odložili a šli ven“. Childs dodal, že epizoda poukazuje na „nejzjevnější z mnoha chyb Facebooku – totiž na jeho hypnotickou schopnost rozptylovat lidi v polonarcistickém oparu“.
Díl také paroduje film Sociální síť z roku 2010, který zachycuje založení Facebooku Markem Zuckerbergem a následný soudní proces amerických veslařů Camerona Winklevosse a Tylera Winklevosse, kteří tvrdili, že Zuckerberg ukradl jejich nápad. Ve filmu se stejně jako v této epizodě objevuje scéna, v níž jsou dvojčata Winklevossova viděna při veslování. V červenci 2011 bylo v časopise Entertainment Weekly oznámeno, že v dílu bude hostovat americký herec Armie Hammer, jenž ztvárnil dvojčata Winklevossova. Hammer předtím ztvárnil tuto roli ve filmu Sociální síť. Podle showrunnera Simpsonových Ala Jeana se štáb seriálu rozhodl nepožádat dvojčata Winklevossova, aby v epizodě hostovala sama za sebe, protože „jsme si (štáb) říkali: Počkejte, (Hammer) je hrál, to je ten, za koho je lidé považují, měli bychom ho prostě sehnat.“ Hammer se v květnu 2011 sešel s producenty seriálu, aby si nahráli jeho repliky.
V dílu hostoval také moderátor americké talk show David Letterman, který se objevil jako on sám v gaučovém gagu v úvodní pasáži Simpsonových na začátku epizody. V gaučovém gagu vidíme rodinu Simpsonových, jak přijíždí do New Yorku za zvuků písně „Rapsodie v modrém“, aby byla hosty v Noční show Davida Lettermana. Hudební redaktor seriálu Simpsonovi Chris Ledesma na svém blogu napsal, že mezi štábem seriálu původně probíhala diskuze o tom, jak bude sekvence notována. Podle Ledesmy Jean „chtěl něco svižného, co by reprezentovalo New York. Myšlenky se okamžitě stočily k hudbě George Gershwina. Woody Allen použil ‚Rapsodii v modrém‘ na Manhattanu s velkým efektem a pravděpodobně navždy spojil v myslích lidí černobílé obrazy New Yorku s melodiemi této skladby.“ Ledesma napsal, že získání licence na použití hudební skladby bylo drahé, ale Jean si myslel, že „by to byla ideální skladba pro gaučový gag“. Temná kabaretní skupina The Tiger Lillies zahrála svou verzi znělky Simpsonových při závěrečných titulcích epizody. Tvůrce Simpsonových Matt Groening, fanoušek této skupiny, se zasloužil o získání jejích členů do seriálu.

## Vydání a přijetí
Epizoda byla původně vysílána na stanici Fox ve Spojených státech 15. ledna 2012. Během tohoto vysílání ji sledovalo přibližně 11,48 milionu lidí a v demografické skupině dospělých ve věku 18–49 let získala epizoda rating Nielsenu 5,4 a 13% podíl. To byl velký nárůst oproti předchozímu dílu Otázky Homera Simpsona, jenž získal rating 2,3. Epizodě Asociální síť však předcházel populární zápas play-off Národní fotbalové ligy, který pomohl zlepšit její rating. Epizoda se stala nejlépe hodnoceným pořadem v rámci bloku Animation Domination stanice Fox v ten večer jak z hlediska celkové sledovanosti, tak v demografické skupině diváků ve věku 18–49 let, a skončila před novými epizodami Griffinových a Napoleon Dynamite. V týdnu od 9. do 15. ledna 2012 se díl umístil na třetím místě ve sledovanosti mezi všemi pořady v hlavním vysílacím čase v demografické skupině 18–49. Předstihly ho pouze dva fotbalové zápasy. To znamenalo, že Simpsonovi byli v tomto týdnu nejsledovanějším pořadem se scénářem mezi dospělými ve věku 18–49 let.
Přijetí dílu televizními kritiky bylo obecně smíšené. Recenzent deníku The Guardian Sam Wollaston označil epizodu za „roztomilou“ a tvrdil, že ačkoli „Simpsonovi už možná nepřinášejí tak časté výsledky jako kdysi“, tato epizoda dokázala, že „to i po takové době stále umí“. Pat Staceyová z deníku Evening Herald napsala, že „už je to nějaký čas, co Simpsonovi předvedli výkon na úrovni zlaté medaile, přesto se v nich (v dílu) alespoň objevily uspokojivé záblesky stříbra“. Dodala, že se jí „líbil moment, kdy Hanse Krtkovice srazí Homerovo auto a on zběsile buší do tlačítka ‚Palec dolů‘, zatímco plachtí vzduchem“.
Hayden Childs z The A.V. Clubu si myslel, že epizoda byla méně úspěšná v satirizování Facebooku ve srovnání s epizodou Duch Vánoc příštích. Vysvětlil, že „v díle Duch je moment, kdy Líza vstoupí do budoucí verze internetu a je okamžitě obležena horou žádostí o přátelství. To byla malá, ale ostrá parodie na všudypřítomnost Facebooku, ale (Asociální síť) se do stejného tématu pouští méně obratně.“ Childs dodal, že epizoda „má několik dobrých vtipů, které udržují děj v chodu, ale ne dost na to, aby (ji) zachránily před průměrností“. Na závěr uvedl, že podle něj příběh skončil příliš rychle, když Líza vypnula své webové stránky a obyvatelé Springfieldu se vrátili ke svému každodennímu životu bez technologií: „To je trochu příliš rychlý obrat (…) a na celou předchozí satiru se nabalil moralistický tón.“. David Crawford z Radio Times poznamenal, že díl obsahuje „poněkud chabý pokus o parodii Sociální síť. Brian Davis z Yahoo! TV kritizoval epizodu za příliš „přímočarou satiru“, protože bylo „obecně zřejmé (…), k čemu se jednotlivé odkazy a vtipy vztahují“.